# Trophée d'Europe I masculin de hockey sur gazon des clubs 2024
Navigation
Vienne 2023 2025
Le Trophée d'Europe I de hockey sur gazon des clubs 2024 est la 47e édition du tournoi secondaire européen de clubs masculins de hockey sur gazon organisé par la Fédération européenne de hockey et la troisième édition depuis qu'il a été rebaptisé de Trophée d'Europe des clubs au Trophée d'Europe I masculin de hockey sur gazon des clubs. Il se tient à Lousada, au Portugal, du 29 mars au 1er avril 2024.
Les Gallois du Cardiff & Met HC remettent leur titre en jeu pour la 2e fois.

## Équipes
- AD Lousada
- Cardiff & Met HC
- Grange HC
- HC Olten
- Lisnagarvey HC
- OKS-SHVSM Vinnitsa
- SK Slavia Prague
- SV Arminen

## Critères
En cas d'égalité de points de plusieurs équipes à l'issue des matchs de poule, les critères suivants sont appliqués dans l'ordre indiqué pour établir leur classement:
1. Points de chaque équipe,
2. Matchs gagnés,
3. Différence de buts,
4. Buts pour,
5. Plus grand nombre de points obtenus dans les matchs de poule disputés entre les équipes concernées,
6. Buts marqués en plein jeu.

## Phase préliminaire
Légende :
- Tour pour les médailles
- Tour de classement

### Poule A
| Rang | Équipe             | Pts | J | G | N | P | Bp | Bc | Diff |
| ---- | ------------------ | --- | - | - | - | - | -- | -- | ---- |
| 1    | Cardiff & Met HC T | 12  | 3 | 2 | 1 | 0 | 11 | 5  | +6   |
| 2    | SV Arminen         | 9   | 3 | 1 | 2 | 0 | 6  | 5  | +1   |
| 3    | SK Slavia Prague P | 8   | 3 | 1 | 1 | 1 | 7  | 7  | 0    |
| 4    | HC Olten           | 2   | 3 | 0 | 0 | 3 | 6  | 13 | -7   |

| 29 mars 2024 | HC Olten         | 2 - 3 | SK Slavia Prague |
| 29 mars 2024 | Cardiff & Met HC | 1 - 1 | SV Arminen       |
| 30 mars 2024 | SV Arminen       | 1 - 1 | SK Slavia Prague |
| 30 mars 2024 | HC Olten         | 1 - 6 | Cardiff & Met HC |
| 31 mars 2024 | Cardiff & Met HC | 4 - 3 | SK Slavia Prague |
| 31 mars 2024 | SV Arminen       | 4 - 3 | HC Olten         |

### Poule B
| Rang | Équipe             | Pts | J | G | N | P | Bp | Bc | Diff |
| ---- | ------------------ | --- | - | - | - | - | -- | -- | ---- |
| 1    | Lisnagarvey HC P   | 15  | 3 | 3 | 0 | 0 | 18 | 2  | +16  |
| 2    | Grange HC          | 10  | 3 | 2 | 0 | 1 | 8  | 7  | +1   |
| 3    | OKS-SHVSM Vinnitsa | 6   | 3 | 1 | 0 | 2 | 6  | 13 | -7   |
| 4    | AD Lousada H       | 0   | 3 | 0 | 0 | 3 | 6  | 16 | -10  |

| 29 mars 2024 | Grange HC          | 0 - 4 | Lisnagarvey HC     |
| 29 mars 2024 | OKS-SHVSM Vinnitsa | 5 - 2 | AD Lousada         |
| 30 mars 2024 | Grange HC          | 3 - 1 | OKS-SHVSM Vinnitsa |
| 30 mars 2024 | AD Lousada         | 2 - 6 | Lisnagarvey HC     |
| 31 mars 2024 | OKS-SHVSM Vinnitsa | 0 - 8 | Lisnagarvey HC     |
| 31 mars 2024 | AD Lousada         | 2 - 5 | Grange HC          |

## Tour de classement

### Match pour la7eplace
| Match 13             | AD Lousada                                                                                    | 2 - 2             | HC Olten                                                                             |                                                     |                                                     |
| 1er avril 2024 09h00 | Santos 49e, 52e                                                                               | (0 - 1)           | 8e Schwab · 37e Schärer                                                              | Arbitrage : Christian Phillips-Adams Petr Větrovský | Arbitrage : Christian Phillips-Adams Petr Větrovský |
| 1er avril 2024 09h00 | Rapport                                                                                       |                   |                                                                                      | Arbitrage : Christian Phillips-Adams Petr Větrovský | Arbitrage : Christian Phillips-Adams Petr Větrovský |
| 1er avril 2024 09h00 | Santos · A. Caramalho · Ri. Texeira · G. Marques · Rú. Texeira · ---- · Santos · A. Caramalho | Tirs au but 6 - 5 | Schärer · Hengartner · Ribaudo · Eugster · Studemann · ---- · Hengartner · Studemann | Arbitrage : Christian Phillips-Adams Petr Větrovský | Arbitrage : Christian Phillips-Adams Petr Větrovský |

### Match pour la5eplace
| Match 14             | OKS-SHVSM Vinnitsa                                         | 5 - 4   | SK Slavia Prague                         |                                        |                                        |
| 1er avril 2024 11h15 | Solomianyi 13e, 26e · Dzemukh 28e · Hrubyi 52e · Popov 53e | (3 - 2) | 18e, 20e Vacek · 51e Bodnár · 57e Svatoň | Arbitrage : Bernhard Hajos Ian Strange | Arbitrage : Bernhard Hajos Ian Strange |
| 1er avril 2024 11h15 | Rapport                                                    |         |                                          | Arbitrage : Bernhard Hajos Ian Strange | Arbitrage : Bernhard Hajos Ian Strange |

## Tour pour les médailles

### Match pour la3eplace
| Match 15             | Grange HC                            | 3 - 3             | SV Arminen                               |                                            |                                            |
| 1er avril 2024 13h30 | Belotti 44e · Bean 51e · McQuade 58e | (0 - 1)           | 24e Bele · 39e Campe · 50e Hackl         | Arbitrage : Jake Charles Benjamin Messerli | Arbitrage : Jake Charles Benjamin Messerli |
| 1er avril 2024 13h30 | Rapport                              |                   |                                          | Arbitrage : Jake Charles Benjamin Messerli | Arbitrage : Jake Charles Benjamin Messerli |
| 1er avril 2024 13h30 | Green · Bean · Nairn · Waterston     | Tirs au but 1 - 3 | Fröhlich · Campe · Ph. Schmidt · Steyrer | Arbitrage : Jake Charles Benjamin Messerli | Arbitrage : Jake Charles Benjamin Messerli |

### Finale
| Match 16             | Cardiff & Met HC           | 2 - 4   | Lisnagarvey HC                            |                                         |                                         |
| 1er avril 2024 15h45 | Dolan-Gray 4e · Davies 11e | (2 - 1) | 5e, 36e Williamson · 33e Getty · 40e Kidd | Arbitrage : Raphaël Adrien Jamie Telfer | Arbitrage : Raphaël Adrien Jamie Telfer |
| 1er avril 2024 15h45 | Rapport                    |         |                                           | Arbitrage : Raphaël Adrien Jamie Telfer | Arbitrage : Raphaël Adrien Jamie Telfer |

## Classement final
| Rang                       | Groupe | Équipe             | J | V | N | P | BP | BC | +/- | Pts |
| -------------------------- | ------ | ------------------ | - | - | - | - | -- | -- | --- | --- |
| Médaille d'or, Europe      | B      | Lisnagarvey HC P   | 4 | 4 | 0 | 0 | 22 | 4  | +18 | 12  |
| Médaille d'argent, Europe  | A      | Cardiff & Met HC T | 4 | 2 | 1 | 1 | 13 | 9  | +4  | 7   |
| Médaille de bronze, Europe | A      | SV Arminen         | 4 | 1 | 3 | 0 | 9  | 8  | +1  | 6   |
| 4                          | B      | Grange HC          | 4 | 2 | 1 | 1 | 11 | 10 | +1  | 7   |
| 5                          | B      | OKS-SHVSM Vinnitsa | 4 | 2 | 0 | 2 | 11 | 17 | -6  | 6   |
| 6                          | A      | SK Slavia Prague P | 4 | 1 | 1 | 2 | 11 | 12 | -1  | 4   |
| 7                          | B      | AD Lousada H       | 4 | 0 | 1 | 3 | 8  | 18 | -10 | 1   |
| 8                          | A      | HC Olten           | 4 | 0 | 1 | 3 | 8  | 15 | -7  | 1   |

|  | Club promu en Euro Hockey League 2024-2025 |
|  | Club relégué en Trophée II 2025            |